# 我的纜車

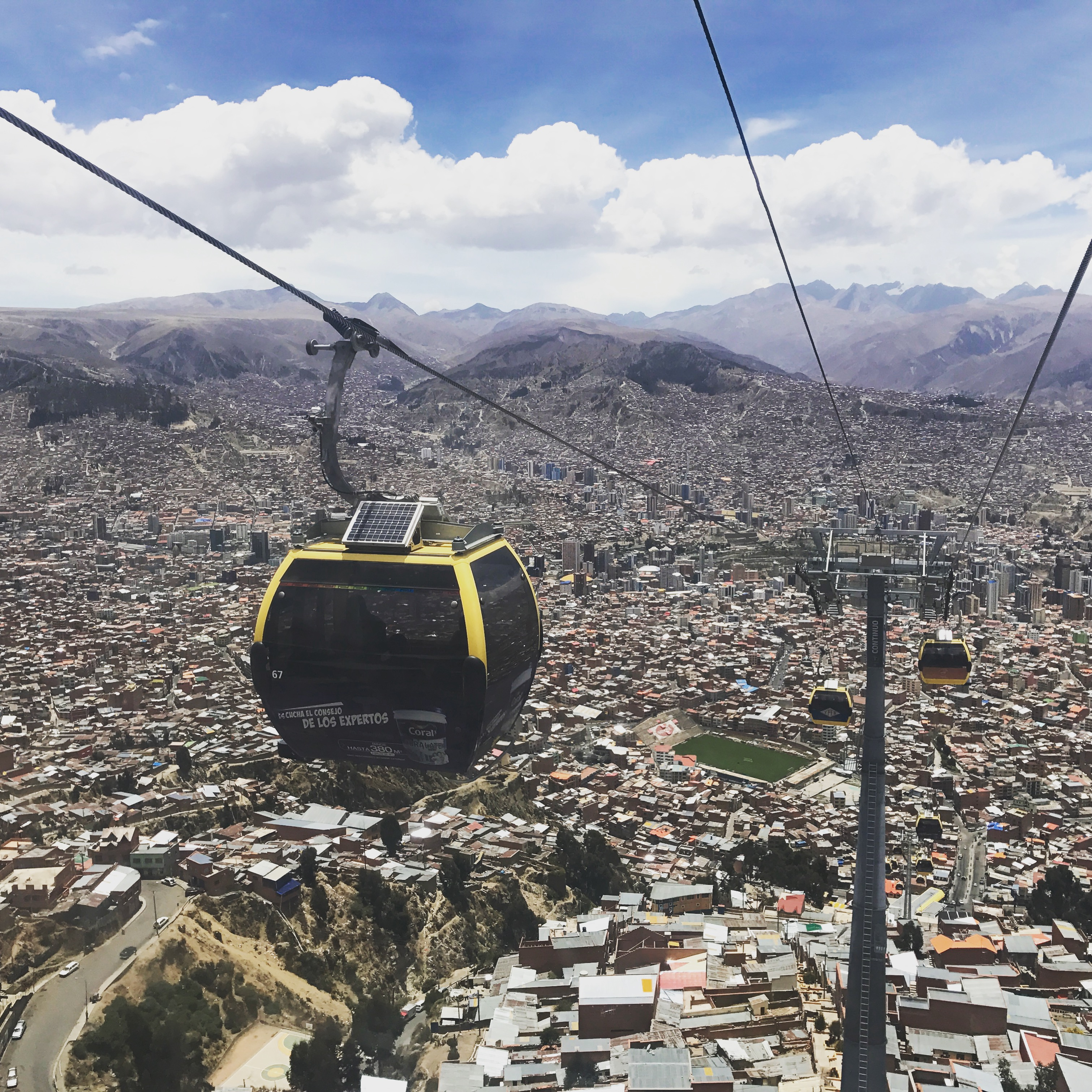
纜車

纜車线路

我的纜車（西班牙語：Mi Teleférico），或称为拉巴斯–埃爾阿爾托纜車（西班牙語：Teleférico La Paz–El Alto），是涵盖玻利维亚的拉巴斯及埃爾阿爾托大都会区的空中缆车城市交通系统，由多贝玛亚/格拉文达集团负责建设，是该国的第二条缆车线路系统。2014年，全长10公里的一期工程（红线、黄线和绿线）完工，使其成为世界上里程最长的城市交通缆车系统。